# Kobyłka
Kobyłka là một thị trấn thuộc huyện Wołomiński, tỉnh Mazowieckie ở trung-đông Ba Lan. Thị trấn có diện tích 20 km². Đến ngày 1 tháng 1 năm 2011, dân số của thị trấn là 19723 người và mật độ 1004 người/km².